# Defraggler
Defraggler — це безкоштовна утиліта дефрагментації, розроблена Piriform Software, яка може дефрагментувати окремі файли або групи файлів у системах пам'яті комп'ютера. Defraggler працює в Microsoft Windows; він підтримує всі версії, починаючи з Windows XP . Він включає підтримку версій IA-32 і x64 цих операційних систем.

## Огляд
Defraggler може дефрагментувати окремі файли, групи файлів (у папці) або цілий розділ диска за командою користувача або автоматично за розкладом. Він підтримує FAT32, NTFS і exFAT. Його також можна встановити як переносну програму на флеш-накопичувач USB. Також підтримується дефрагментація дисків RAID, хоча подробиці не надаються.
Defraggler отримав 5/5 зірок від Softpedia. У рейтингу Lifehacker Hive Five за найкращий дефрагментатор диска Defraggler отримав перше місце.